# Batrisodes hubenthali
Batrisodes hubenthali är en skalbaggsart som beskrevs av Edmund Reitter 1913. Batrisodes hubenthali ingår i släktet Batrisodes, och familjen kortvingar. Enligt den svenska rödlistan är arten sårbar i Sverige. Arten förekommer i Svealand, Nedre Norrland och Övre Norrland. Artens livsmiljö är skogslandskap.